# アンデスネコ
アンデスネコ（Leopardus jacobita）は、食肉目ネコ科オセロット属に分類される食肉類。

## 分布
アルゼンチン、チリ北部、ペルー南部、ボリビア

## 形態
体長57-65センチメートル。尾長28-40センチメートル。体重3.5-4キログラム。尾は長く、後述のように長い体毛で被われるため太く円筒形に見える。背面は4センチメートル、尾は3.5センチメートルの長く柔らかい体毛で密に被われる。背面の毛衣は灰褐色で、不明瞭な褐色の斑紋が入る。耳介背面に黒く縁取られた白い斑点（虎耳状斑）が入らない。腹面の毛衣は白い。腹部や四肢には黒い斑点が入る。尾に8-9本の黄褐色や黒の輪状斑が入る個体もいる。
耳介は大型で丸みを帯びる。歯列は門歯が上下6本、犬歯が上下2本、小臼歯が上顎6本、下顎4本、大臼歯が上下2本で計30本。

## 生態
標高3,000-5,000メートルにある岩が多く藪の点在するステップに生息する。
食性は動物食で、小型哺乳類（チンチラ、ヤマビスカーチャ）、鳥類などを食べた例がある。
繁殖形態は胎生。アンデスネコの推定生息数はおよそ、2000頭未満。

## 人間との関係
放牧による獲物の減少、および牧羊犬が野生化したノイヌなどによる生息数の減少が懸念されている。